# Leptodactylus rugosus
Leptodactylus rugosus là một loài ếch trong họ Leptodactylidae. Tên gọi bản địa của nó là sapo-rana rugoso oriental ("cóc-ếch xù xì miền đông"); loài "miền tây" tương ứng là L. lithonaetes.
Nó được tìm thấy ở Guyana, Venezuela, và có thể Brasil. Các môi trường sống tự nhiên của chúng là các khu rừng ẩm ướt đất thấp nhiệt đới hoặc cận nhiệt đới, rừng mây ẩm nhiệt đới và cận nhiệt đới, sông, sông có nước theo mùa, và vùng nhiều đá. Nó không được xem là bị đe dọa theo IUCN.